# Czy to jawa, czy sen?
Czy to jawa, czy sen? (ang. The Dream of a Lifetime) – komiks Dona Rosy z 2002 r.
Historia po raz pierwszy była wydana 25 listopada 2002 r. na łamach duńskiego czasopisma Anders And & Co. Pierwsze polskie wydanie pochodzi z 11 czerwca 2008 r.

## Fabuła
Bracia Be kradną Diodakowi maszynę, która umożliwia przenikanie do snów innych ludzi. Chcą ją wykorzystać na Sknerusie, aby poznać szyfr do skarbca i skraść jego majątek.
Diodak wzywa na pomoc Donalda i jego siostrzeńców. Gdy zjawiają się w skarbcu, okazuje się, że Bracia Be już przeniknęli do umysłu Sknerusa. Ponieważ wyrwanie ich z tego stanu jest niemożliwe, Diodak tworzy hełm, który pozwoli Donaldowi przeniknąć do umysłu wuja i powstrzymać go przed ujawnieniem szyfru. Zarówno Bracia Be, jak i Donald są zaskoczeni tym, że Sknerus nie śni o swoim o skarbcu lub pieniądzach, ale swoich przygodach (opisanych przez Rosę na łamach serii Życie i czasy Sknerusa McKwacza).

Donaldowi ostatecznie udaje się wyrzucić z umysłu wszystkich Braci Be, ale cała sprawa ma niespodziewany skutek uboczny. Sen, dla którego podstawą była finałowa scena Dwóch serc w Jukonie, zmienia się w taki sposób, że Sknerus ma okazję porozmawiać ze Złotką O'Gilt. Donald komentuje tę sprawę następująco:
Diodak (patrzący na śpiącego Sknerusa): Widzicie ten uśmiech? Pewnie we śnie znalazł wielki skarb.

Donald (do siostrzeńców i Diodaka, wypraszając ich z sypialni Sknerusa): Zgadza się. Szukał tego skarbu przez ponad 50 lat. I w końcu znalazł, przynajmniej we śnie.

## Okoliczności powstania
Don Rosa wskazał, że pomysł na stworzenie komiksu otrzymał od francuskiego fana. Twórca podziękował mu, umieszczając trzy litery (oznaczające jego inicjały) na pierwszym kadrze, obok zwykłej dedykacji DUCK. Jednocześnie zwrócił później uwagę, że film Cela, którego fabuła przypomina Czy to jawa, czy sen?, wszedł na ekrany francuskich kin dwa tygodnie przed otrzymaniem pomysłu na komiks od czytelnika.

## Podobieństwo z "Incepcją"
Po premierze filmu Incepcja pojawiły się opinie, wskazujące na podobieństwo fabuły komiksu do filmu Christophera Nolana (grupa osób dostaje się do umysłu innej osoby, starając się zdobyć tajne informacje i ma problemy z powrotem do rzeczywistości). Don Rosa był świadomy tych opinii, ale uznał sprawę za zbieg okoliczności, zmieniając zdanie dopiero wtedy, gdy sam obejrzał film. Stwierdził jednak:
Odnalazłem w Incepcji wiele, bardzo wiele elementów, które niezwykle przypominały rozwiązania zastosowane przeze mnie w Czy to jawa, czy sen?. I co właściwie z tego wynika? Podobnie jak wszystkie inne napisane przeze mnie opowieści o Kaczogrodzie, także ta nie stanowi mojej własności, niech zatem Disney - jeśli ma na to ochotę - kłóci się z Nolanem o prawa autorskie.
Christopher Nolan pracował nad scenariuszem do Incepcji na więcej niż dziesięć lat przed premierą filmu, czyli przed pierwszą publikacją komiksu.